# Левченко Сергій Миколайович
Сергій Миколайович Левченко (нар. 3 січня 1981, Київ — пом. 16 липня 2007, Київ) — український футболіст, нападник.

## Біографія
У семирічному віці пройшов перегляд у дитячій футбольній школі. Займався в київській ДЮСШ «Зміна». Перший тренер — Володимир Шилов. Потім займався під керівництвом Михайла Лабузова. У складі «Зміни» виступав протягом восьми років.
1995 року в грі за юнацьку збірну України його помітив футбольний менеджер Андрій Головаш і домовився про перегляд Сергія в менхенгладбахській «Борусії». У грудні того року він пройшов успішний перегляд у клубі і «Борусія» уклала з ним контракт. У січні 1996 року, після того як йому виповнилося 15 років він виїхав до Німеччини. У «Боруссії» в той час крім нього, були ще кілька гравців з України. Спочатку він виступав за юнацькі команди «Борусії» протягом півтора року.
Повернувшись в Україну, став виступати в броварському ФК «Нафком-Академія», де за підсумками проведених сезонів ставав найкращим бомбардиром команди. Був лідером атак броварської команди.
16 липня 2007 року загинув в автокатастрофі. На мосту Патона (в Києві) Левченко їхав на своєму автомобілі Lexus, на великій швидкості не впорався з керуванням і виїхав на зустрічну смугу, де зіткнувся з вантажівкою.

## Досягнення
- Переможець другої ліги чемпіонату України: 2001/2002
- Срібний призер другої ліги чемпіонату України: 2002/2003
- Найкращий бомбардир другої ліги чемпіонату України: 2002/2003